# Лютый, Вячеслав Дмитриевич
Вячеслав Дмитриевич Лютый (род. 1 июля 1954, Легница) — советский, российский литературный и театральный критик. Член Союза писателей России.

## Биография
Родился в семье советского офицера. После окончания Воронежского политехнического института работал радиоинженером, служил в армии. В 1993 году окончил Литературный институт им. М. Горького — семинар критики, учился в аспирантуре. В 1980-90-е года был звукооператором театра драмы, электриком, сторожем, заведующим литературной частью в Московский молодёжный театр Вячеслава Спесивцева, заведующим московской редакцией Континент (журнал), инкассатором, менеджером коммерческого банка. В настоящее время — заместитель директора-главного редактора Подъём (журнал). Член Союза писателей России, председатель Совета по критике Союз писателей России.
В 2022 году подписал письмо в поддержку российского военного вторжения на Украину.

## Творчество
Публиковался в журналах «Подъём», «Сура», «Дон», «Наш современник», «Русское эхо», «Москва», «Волга-XXI век», «Сибирь», «Невский альманах», «Молодая гвардия», «Странник», «Простор» и т. д., а также в газетах «Литературная Россия», «Завтра», «День литературы», «Литературная газета», «Российский писатель». Автор книг статей о современной литературе «Русский песнопевец» (2008), «Терпение земли и воды» (2011), «Сны о любви и верности» (2014).

### Избранные произведения
- Сны о любви верности: Статьи о современной литературе. Театральная критика. — Белгород, 2014. — 512 с. — ISBN 978-5-86295-290-2
- Русский песнопевец: Статьи о современной литературе. — Из-во им. Е. А. Болховитинова. Воронеж, 2008. — 358 с. — ISBN 978-5-8745 6688 3
- Терпение земли и воды. Статьи о современной литературе. — Воронеж: Из-во им. Е. А. Болховитинова, 2011. — 416 с. — ISBN 978-5-87456-955-6
- Козье копытце (Ещё раз о постмодернизме) // «Наш современник», № 10, 2001, с.268-283
- Тезисы о мёртвой литературе // Русский переплёт. — 2004, 4 мая.
- Зелёная нитка (Стихотворение «Узоры» как дальний пролог к поэмам Юрия Кузнецова о Христе) «Великоросс» № 1, 2011, с.167-170
- Свет и живое слово (Беседа поэтессы Дианы Кан с литературным критиком Вячеславом Лютым) «Волга-XXI век», № 9-10, 2013, с.25-38
- Провиденциальный собеседник (Ясная речь в поэзии Осипа Мандельштама) «Волга-XXI век», № 1-2, 2016, с. 161—163

## Награды и признание
- премия «Русская речь» журнала «Подъём» (2004) — за литературную критику
- премия Общественной Палаты Воронежской области «Живые сокровища славянской культуры» (2004)
- общероссийская премия по литературной критике «Русское эхо» (2012)
- премия «Кольцовский край» (2016) — за литературную критику
- премия Союза писателей России «Слово-2017»
- премия газеты «День литературы» (2018)
- награждён медалями им. В. М. Шукшина, Ф. И. Тютчева
- Благодарность Президента Российской Федерации (13 февраля 2025 года) — за достигнутые трудовые успехи и многолетнюю добросовестную работу[2]